# Brad Radke
Brad William Radke (* 27. Oktober 1972 in Eau Claire, Wisconsin) ist ein ehemaliger US-amerikanischer Baseballspieler in der Major League Baseball (MLB) auf der Position des Starting-Pitchers, der in seiner gesamten Laufbahn nur für die Minnesota Twins auflief.
Radke war kein Star-Talent, bevor er 1991 von den Twins verpflichtet wurde. Als er es allerdings geschafft hatte, sich in das MLB-Team zu spielen, wurde er sehr wertvoll für seine Mannschaft und die Twins lehnten alle Transfer-Angebote für ihn ab.
Seine erste Saison (1995) beendete er mit elf Siegen und 14 Niederlagen (11–14) und einem 5.32 Earned Run Average (ERA). Es war kein großartiger Anfang für Radke, aber er arbeitete weiter an seinen Fähigkeiten als Pitcher, um diese zu verbessern. 1997 beendete er eine hervorragende Saison mit einer Bilanz von 20 bis 10 und einem 3.87 ERA. Er warf 239 Innings, die viertmeisten der Liga.
Er war bekannt als einer der beständigsten Pitcher im Baseball. Außer in seiner ersten Saison beendete er keine Runde über einem 5.00 ERA. Ab seiner 2004'er Saison (3.48 ERA) beendete er keine über einem 3.50 ERA. Seine Karriere weist insgesamt eine solide 148–139 Bilanz aus, mit einem gesamten ERA von 4.22.
Er war bekannt als einer der präzisesten Pitcher der modernen Baseball-Ära. In durchschnittlich 34 absolvierten Spielen pro Jahr gab er im Durchschnitt lediglich 41 Base on Balls pro Jahr ab. Brad Radke beendete seine Profikarriere am 19. Dezember 2006.